# Periscyphis undulata
Periscyphis undulata är en kräftdjursart som beskrevs av Omer-Cooper 1926. Periscyphis undulata ingår i släktet Periscyphis och familjen Eubelidae. Inga underarter finns listade i Catalogue of Life.